# Anallaktisch
Der Begriff anallaktisch (altgriech. für nicht abweichend) wird in der Optik geodätischer Fernrohre verwendet und bezieht sich auf den Bezugspunkt für Messungen.
Der anallaktische Punkt eines Messfernrohrs ist jener Punkt, auf den sich die durch Winkelmessung bestimmten Entfernungen beziehen. Er liegt beim astronomischen Fernrohr im Brennpunkt des Objektivs. Weil dieser bei längeren Brennweiten i. A. nicht über der vertikalen Drehachse des Instruments (Stehachse beim Theodolit) liegt, sondern deutlich dahinter, muss die Differenz
- bei optischer Entfernungsmessung abgezogen werden, oder
- der Strahlengang im Fernrohr konstruktiv geändert werden.

Beim anallaktischen Fernrohr ist der anallaktische Punkt exakt über der Vertikalachse des Messinstruments. Man erreicht dies
- nach dem System von Ignazio Porro durch eine zusätzliche Sammellinse zwischen dem Objektiv und dem Fadenkreuz (der Brennebene des Okulars). Der Strahlengang entspricht damit einem Huygens-Okular;
- bei modernen Theodoliten durch ein Mehrlinsensystem, in dem die Fokussierlinse (die auch als Umkehrlinse für ein aufrechtes Bild wirkt) die Hauptrolle für die Lage des Strahlenschnittpunktes übernimmt.